# Крусейд
Крусейд (от англ. Crusade — «крестовый поход») в протестантизме (как правило пятидесятнического толка) — миссионерская поездка. Может совершаться как по приглашению, так и по собственной инициативе. Крусейд включает в себя организацию религиозных собраний (в приглашающих церквях или арендуемых концертных залах) и проповеди. Как правило крусейд включает в себя посещение нескольких городов, являясь своеобразным аналогом гастролей. Консервативные деноминации критикуют крусейды как форму прозелитизма.

## Типичные слоганы крусейдов
- Иисус любит тебя!
- Прими Христа как своего личного Спасителя!
- С Богом возможно все!